# Kolja Pusch
Kolja Pusch (Wuppertal, 12 febbraio 1993) è un calciatore tedesco, centrocampista del Template:Calcio Meerbusch.

## Caratteristiche tecniche
È un centrocampista offensivo.

## Carriera
Cresciuto nel settore giovanile del Bayer Leverkusen, ha esordito in prima squadra il 22 novembre 2012 disputando l'incontro della fase a gironi di Europa League perso 2-0 contro il Metalist. Dal 2013 al 2017 ha giocato in 3. Liga e Fußball-Regionalliga con le maglie di Chemnitz e Jahn Ratisbona mentre nel 2017 è stato acquistato dall'Heidenheim, in 2. Fußball-Bundesliga. Nella serie cadetta tedesca ha disputato 23 incontri e nel mese di gennaio 2019 è stato ceduto in prestito in Austria all'Admira Wacker M., dove ha disputato 11 partite. Rientrato alla base, ha disputato un incontro per poi trasferirsi di nuovo all'Admira, questa volta a titolo definitivo. Dopo tre stagioni passate al Duisburg è passato al Meerbusch.